# Domaine national de Marly-le-Roi
Le domaine national de Marly-le-Roi est un parc situé à Marly-le-Roi dans les Yvelines, en bordure de la forêt de Marly. Il est géré par l'Établissement public du château, du musée et du domaine national de Versailles.

## Historique

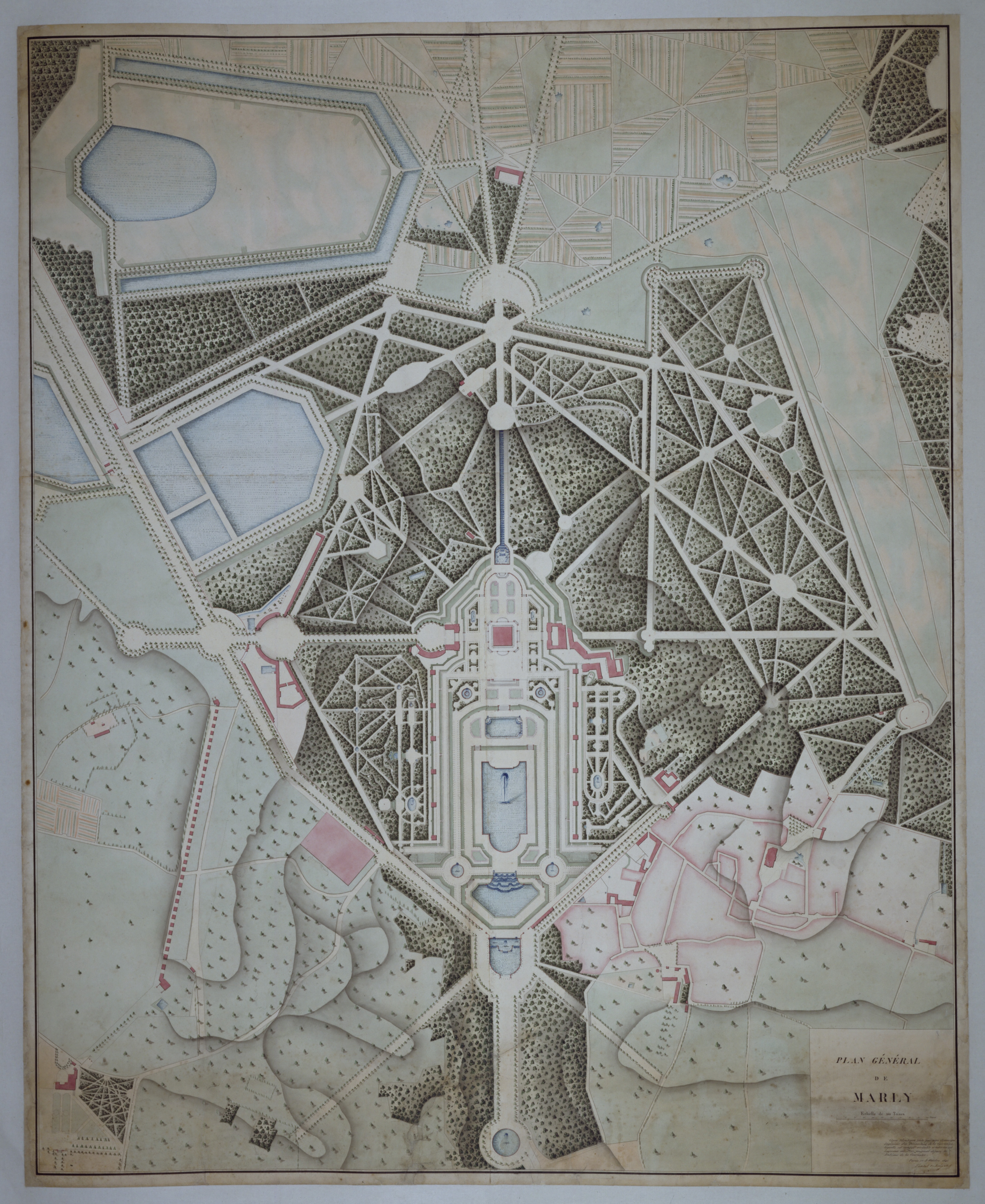
Plan général du domaine de Marly (XVIIIe siècle).

Domaine royal avec son château construit par Jules Hardouin-Mansart, il servait de lieu de villégiature pour Louis XIV. Il fut pillé par les révolutionnaires et détruit au début du XIXe siècle sous le Premier Empire. L'abreuvoir de Marly fut le seul élément du domaine classé au titre des monuments historiques en 1862. Si d'autres éléments ont été classés en 1928, la totalité du domaine de Marly ne fut classé que le 28 juillet 2009,.
Jusqu'en 2009, il a été une résidence de la présidence de la  République.
La machine de Marly qui alimentait en eau les bassins du château de Marly et de Versailles, se trouvait en réalité sur la commune de Bougival. Des objets archéologiques témoignent des spécificités du lieu : un pavillon des bains, deux bassins carrelés de faïence destinés à accueillir des carpes.
Parc en pente, sur un versant sud de la Seine, sa partie aval donne sur le centre de Marly, tandis qu'à l'ouest, le parc est contigu à la forêt domaniale de Marly est très proche à l'est de la forêt domaniale de Louveciennes dont il est séparé par la route de Versailles, grand axe de circulation et quelques zones habitées. Le parc présente encore les grands alignements de l'époque, le tracé au sol du château, l'abreuvoir en aval du parc avec ses deux bassins surmontés par des copies des Chevaux de Marly.
Une grande partie des sculptures originales du jardin sont exposées à Paris dans la cour Marly du musée du Louvre.
La grille royale et les portes de l'ancien château, tels que la porte d'honneur ou la porte du Phare, protègent l'accès au domaine.
Le Musée du domaine royal de Marly permet de découvrir l'histoire du domaine, les collections du musée présentent le domaine à son apogée, sous le règne de Louis XIV, mais aussi son destin sous Louis XV et Louis XVI. Des personnalités de l'entourage royal, comme Madame du Barry, et des artistes renommés de l'époque, tels François Boucher, Élisabeth Vigée-Lebrun et Claude-Nicolas Ledoux y sont évoqués.

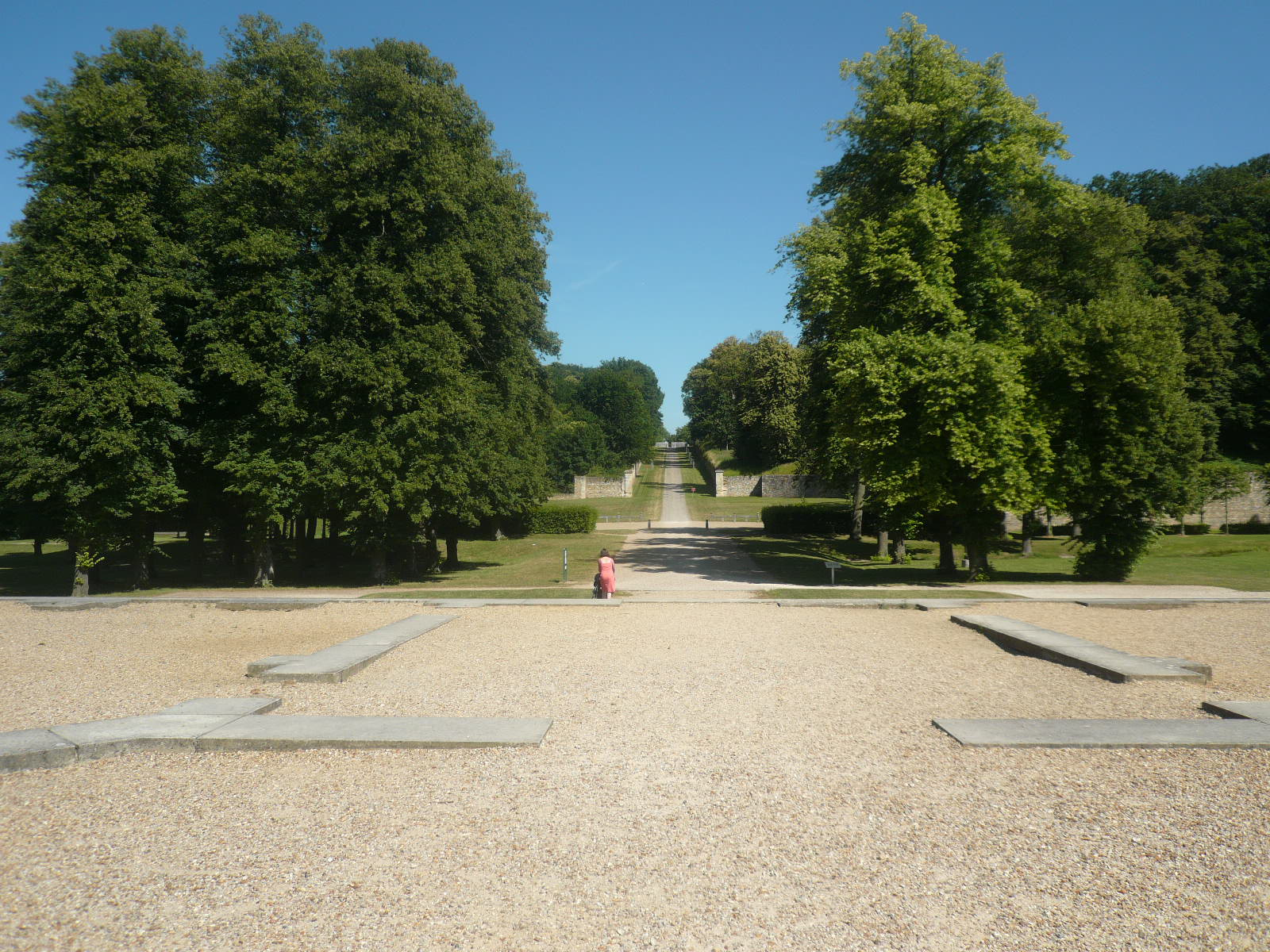
Entrée principale du parc.
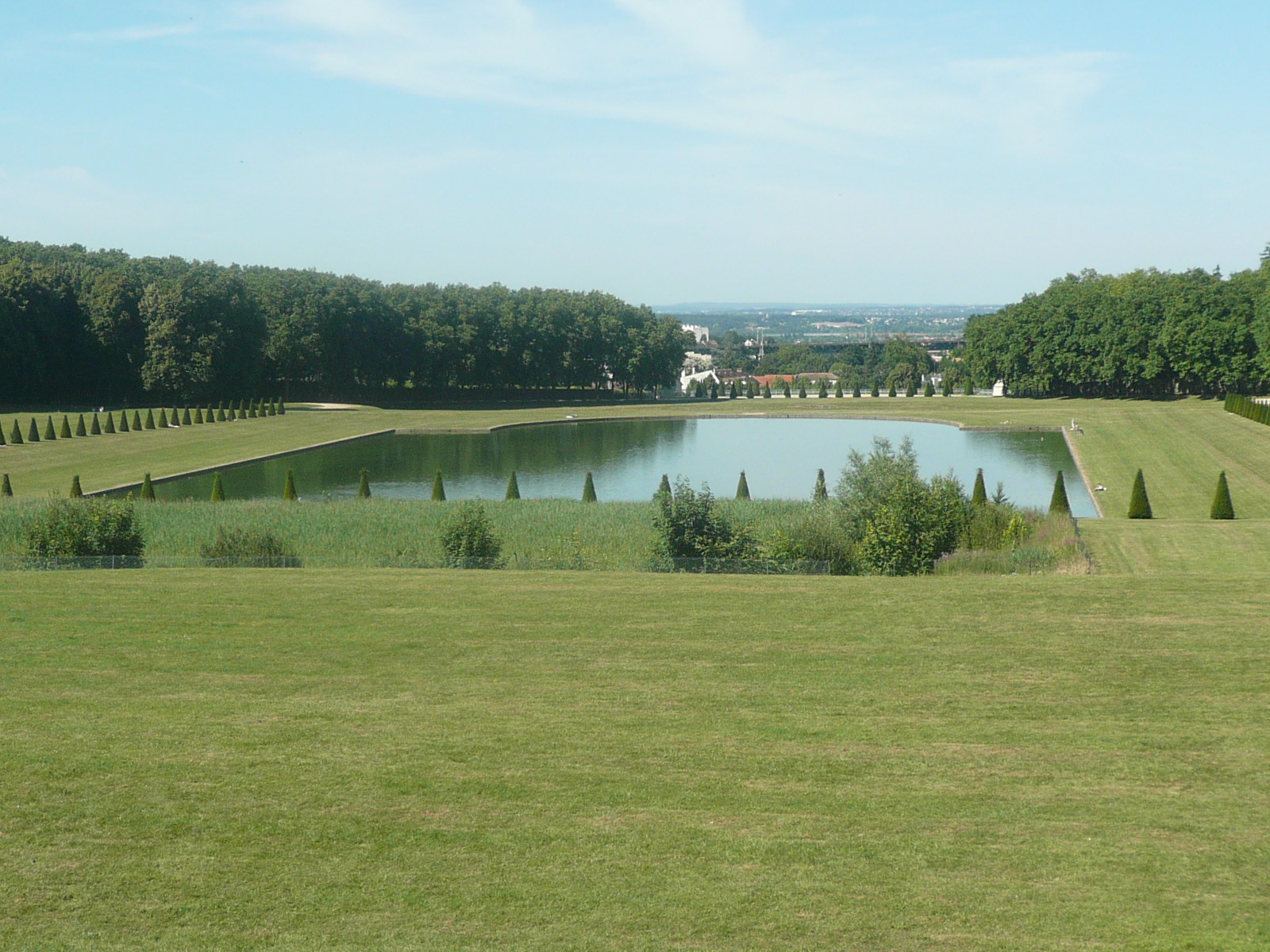
Vue sur le grand bassin du parc de Marly.
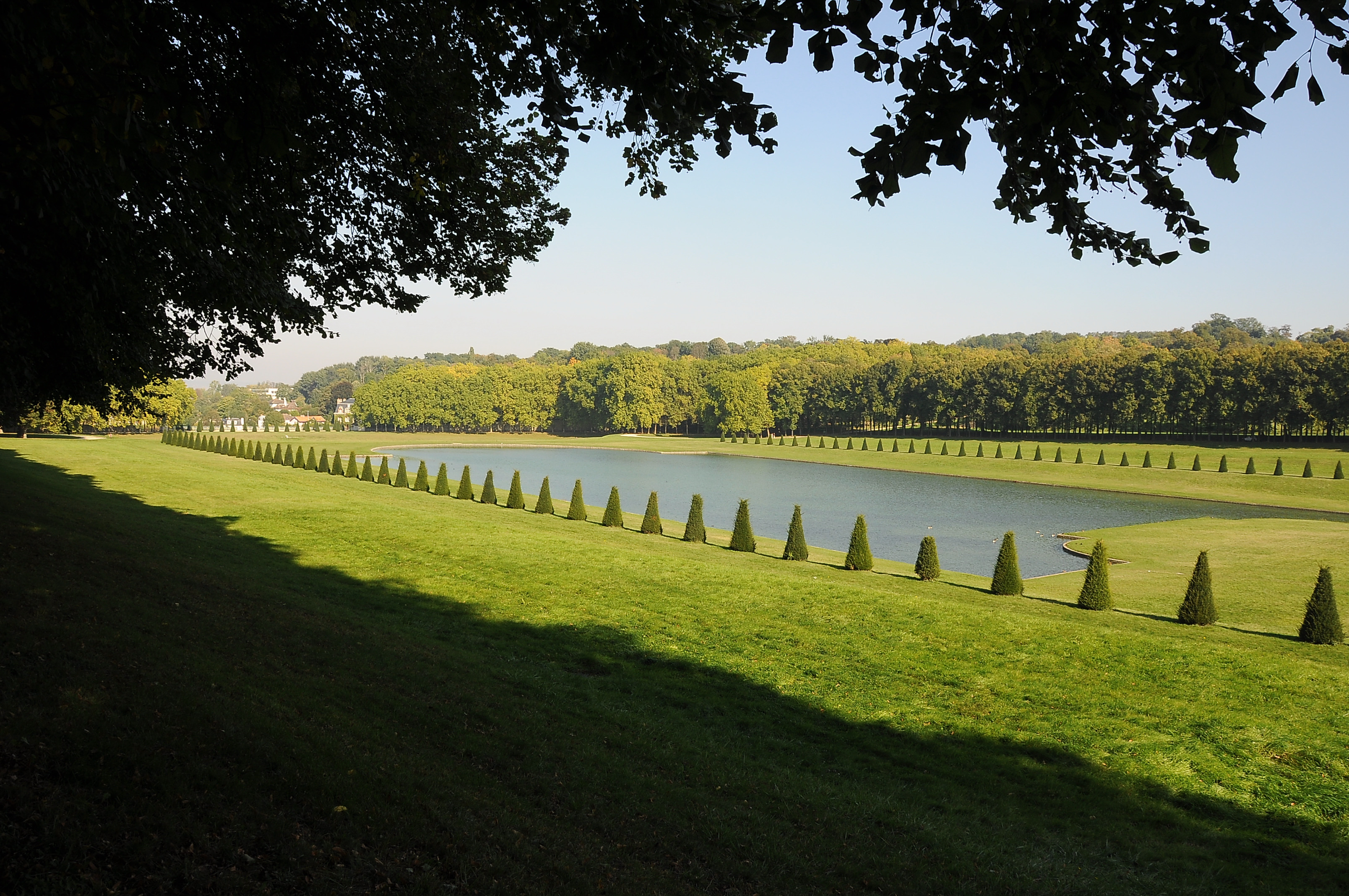
Grand bassin du domaine.
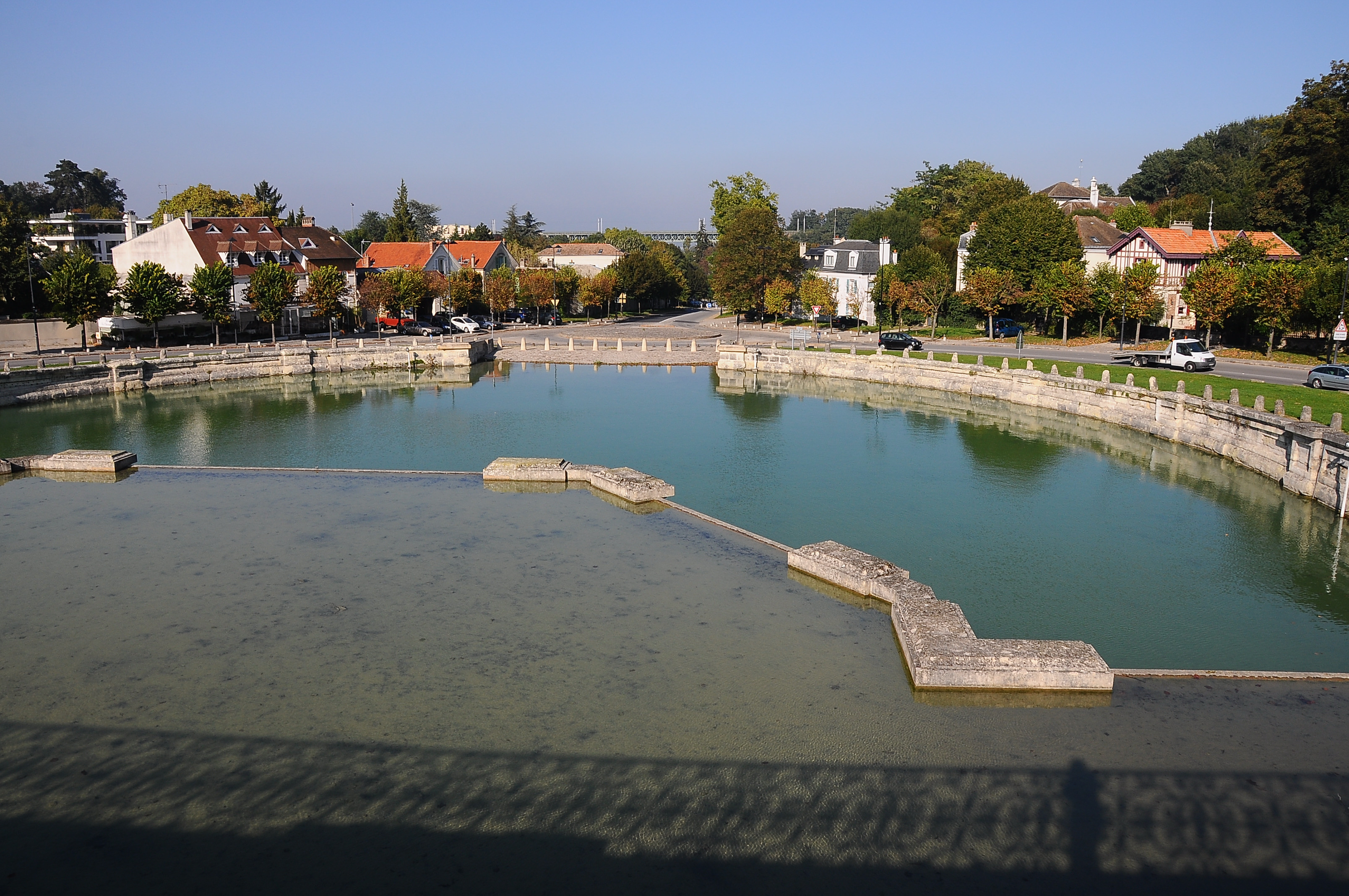
L'abreuvoir de Marly.
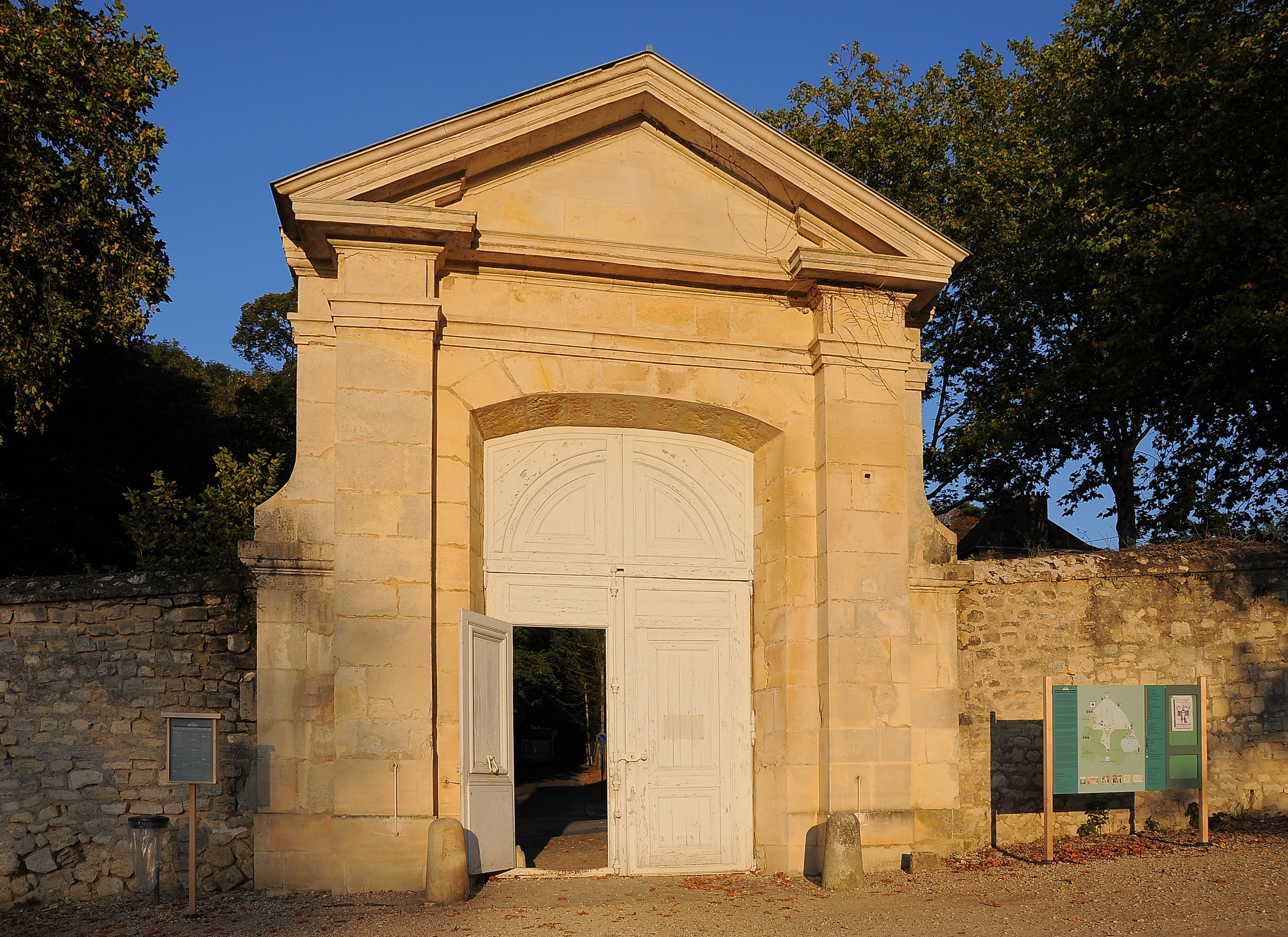
Porte du Phare.
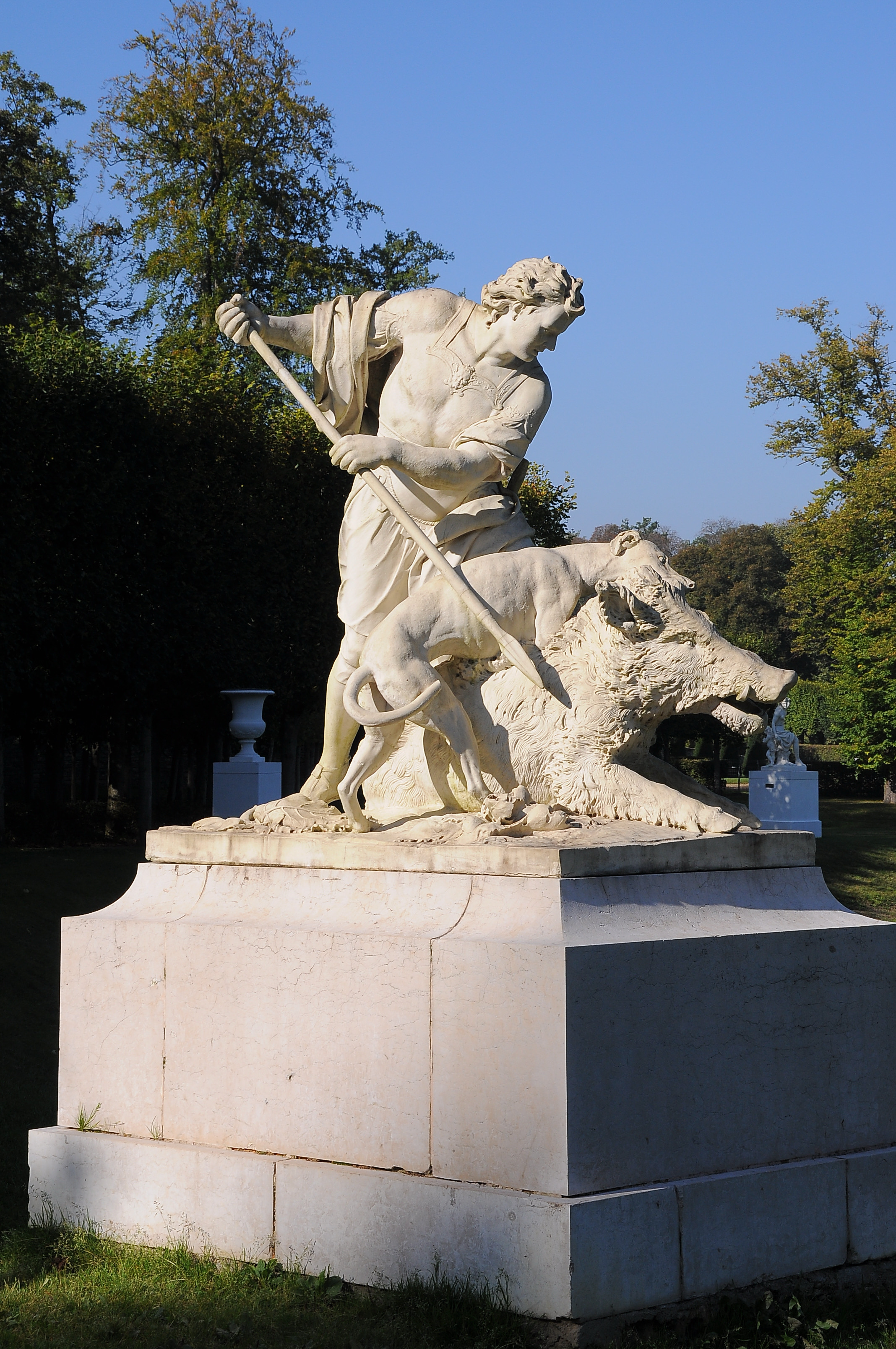
Nicolas Coustou, Méléagre chassant un sanglier.
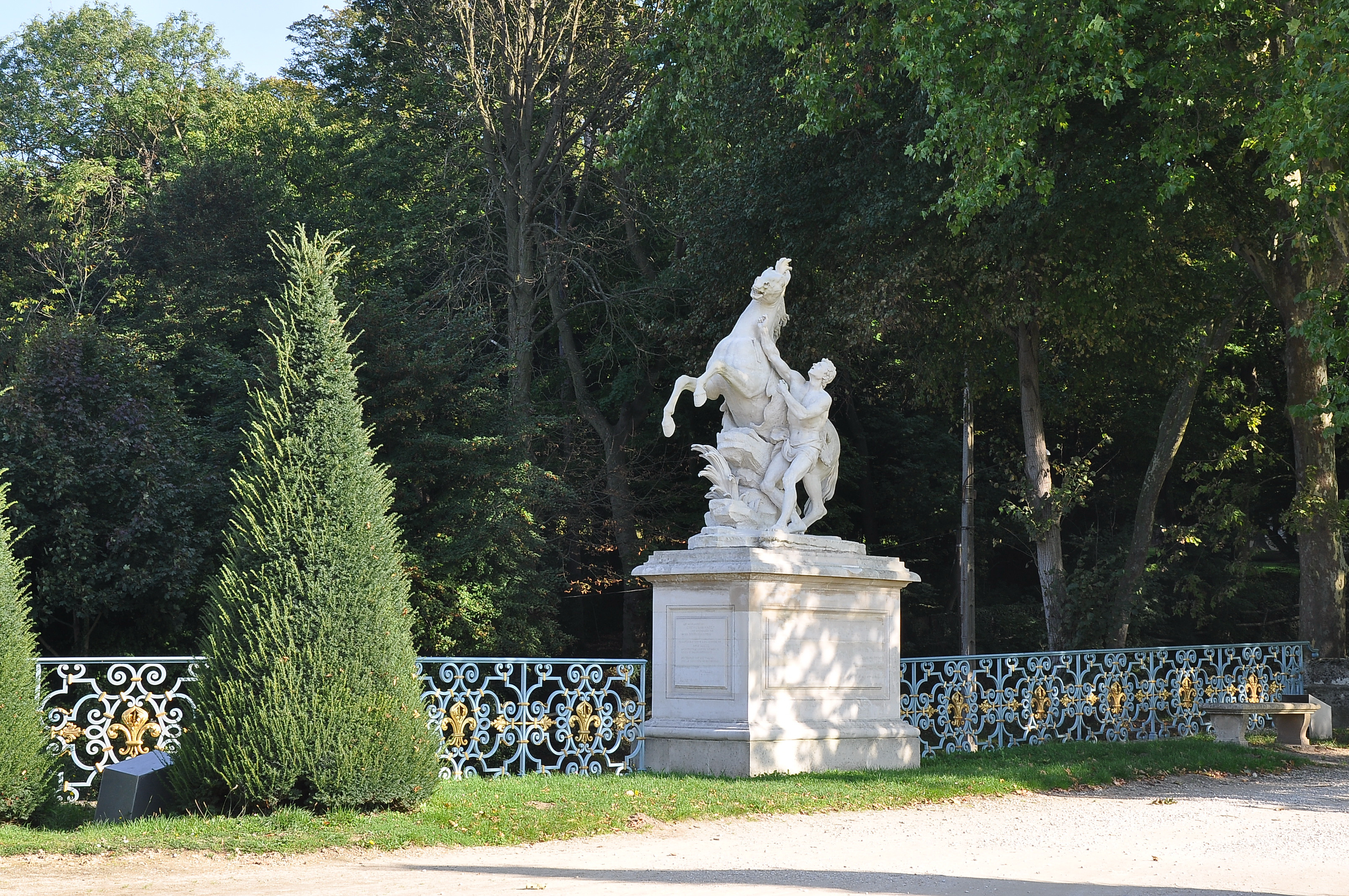
Le moulage d'un des Chevaux de Marly ornant le parc.
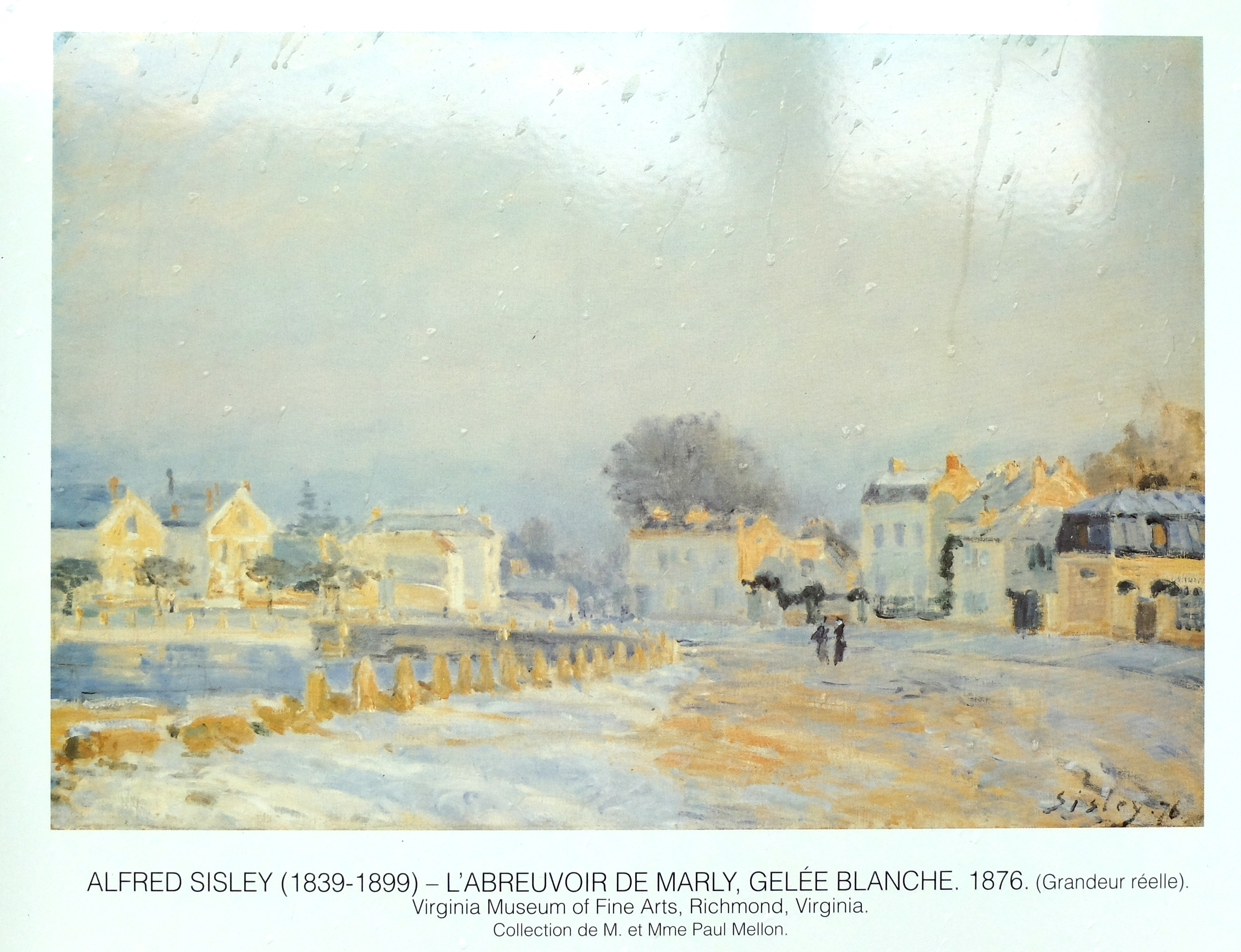
Alfred Sisley, L'Abreuvoir à Marly-Le-Roi, gelée blanche (1876), musée des Beaux-Arts de Virginie.

## Films tournés au domaine national de Marly
- La Princesse de Clèves, 1961, de Jean Delannoy, avec Jean Marais et Marina Vlady.
- Un peuple et son roi, 2018, de Pierre Schoeller, avec Gaspard Ulliel et Adèle Haenel.
- Mademoiselle de Joncquières, 2018, d'Emmanuel Mouret, avec Cécile de France et Édouard Baer.